# Augusta Lundin
Augusta Lundin, född 13 juni 1840 i Kristianstad, död 20 februari 1919 i Jakobs församling i Stockholm, var en svensk modeskapare och sömmerska. Hon var den mest berömda modeskaparen i Sverige före 1900-talet och även den första internationellt kända svenska designern.

## Biografi

### Tidiga år
Augusta Lundin föddes i Kristianstad som dotter till skräddarmästaren Anders Lundin och Christina Andersdotter och syster till Matilda Antonia Lundin, Maria Jeanette Lundin, Hilma Christina Albertina Lundin, Hulda Lundin och Carl Ferdinand Lundin. Systern Hulda skulle senare bli en syslöjdspionjär. 
Som dotter till en skräddare lärde hon sig yrket som barn.

### Flytt, egen ateljé
Som vuxen flyttade hon till Stockholm, där hon arbetade i Emma Hellgrens Modehandelsfirma (hatthandel) 1863–1865 och C L Florys enka & K:i, Modehandelsfirma 1865–1867 innan hon år 1867 öppnade sin egen modeateljé i mycket liten skala. 
Den låg först på Malmskillnadsgatan 30 och flyttade några år senare (tidigast 1872, senast 1874) till Brunkebergstorg 2. Läget var väl valt; området runt Brunkebergstorg huserade ett sextiotal sömnadsateljéer. Företaget växte mycket snabbt och var på 1880-talet berömt. En bidragande orsak var det stöd hon fick från sina systrar, varav två var medarbetare i firman Hulda Lundin redan innan Augusta lyckades göra sig ett namn inom den svenska slöjdrörelsen och förmedlade såväl kunder som sömnadskunnig personal åt Augusta.
En annan viktig orsak var hennes kontakter med Otto Gustaf Bobergh, som efter att flera år ha samarbetat med Charles Frederick Worth i Paris 1873 återvände till Sverige och bosatte sig i närheten av Augusta Lundin. De båda lärde känna varandra och inledde ett nära samarbete. Genom Bobergh fick Augusta Lundberg introduktion i hur de stora internationella modehusen drevs. I slutet av 1870-talet flyttade Augusta Lundin till en större lokal vid Brunkebergstorg.
Hon var mycket framgångsrik och gjorde studiebesök i Paris en gång per år från åtminstone 1890-talet och framåt, möjligen tidigare. Hon betraktades som expert inom mode och kläder, och tillfrågades om råd även vad gällde hälsoaspekter inom klädedräkten: år 1886 designade hon på beställning av Svenska drägtreformföreningen en så kallad reformdräkt, löst sittande och utan korsett och turnyr.     
Bland kunderna fanns författaren Selma Lagerlöf, änkedrottning Josefina och drottning Sofia. Oscar II brukade ge hovdamerna en klänning från hennes ateljé som julklapp varje år. 1892 blev hon officiell hovleverantör; vid beställningar från hovet förevisade hon kläderna med hjälp av mannekänger på slottet. Hon hade även kunder internationellt, främst i Norge, Danmark, Finland och Ryssland.   
Hon införde det franska sättet att låta varje del av klänningen sys separat av specialister. Augusta Lundin var medveten om de skador på syn och rygg som ofta drabbade sömmerskor, och införde därför 12 timmars arbetsdag och två veckors semester inom sitt företag från år 1890, något mycket ovanligt för arbetsgivare på denna tid. Hon var en uppskattad arbetsgivare och hedersledamot i sömmerskornas förening 1880.
Ateljén på Brunkebergstorg 2 (1872/1874–1908) omfattade som mest 34 rum, ett kök och en butikslokal. År 1908 flyttade ateljén till Brunkebergstorg 20 i något mindre lokaler: 30 rum varav fyra var Lundins privata våning.
År 1910 anställdes de första manliga skräddarna i hennes företag; dittills hade alla varit kvinnor. 1914 sysselsatte hon 175 sömmerskor och 4 damskräddare.

### Död och efterspel
Hennes företag övertogs efter hennes död 1919 av hennes syskonbarn. Augusta Lundin ateljé hade länge nästan monopol som leverantör av haute couture-mode i Sverige, men hon fick så småningom en konkurrent i NK:s Franska damskrädderi, som anställde den franska designern Suzanne Pellin, och som gradvis skulle komma att ersätta Lundins ateljé för den krympande skara kunder som köpte haute couture.
Under 1920-talet hade syateljéerna utkonkurrerats av konfektionsindustrin och gjorts onödiga av det förenklade klädmodet, och 1939 avvecklades hennes företag.
Augusta Lundin är begravd på Norra begravningsplatsen utanför Stockholm.

## Galleri

Drottning Sofias av Sverige jacka i rostfärgad plysch, ca 1887 (Livrustkammaren).
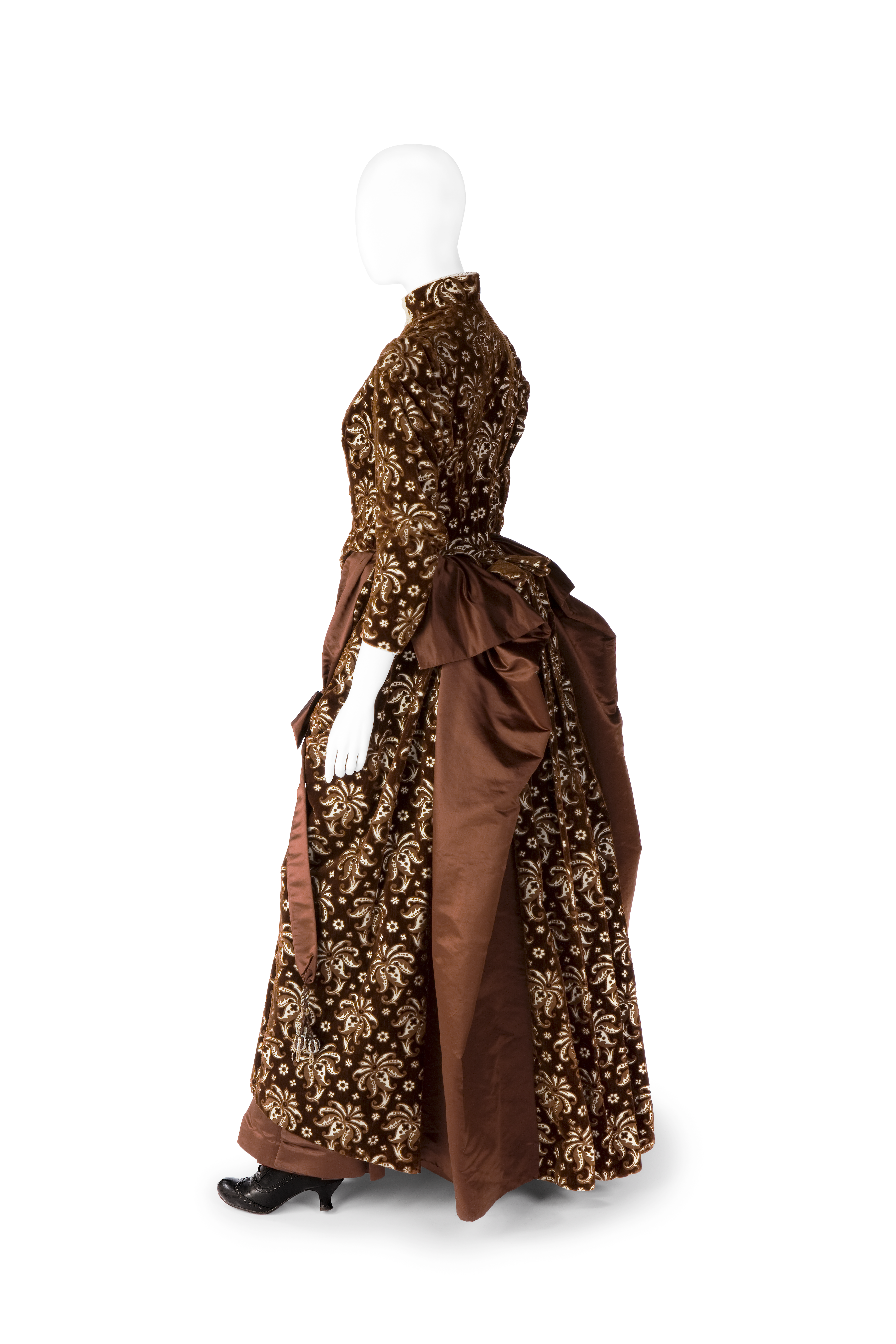
Ebba von Eckermanns klänning i brun sidensammet, ca 1885 (Hallwylska museet).
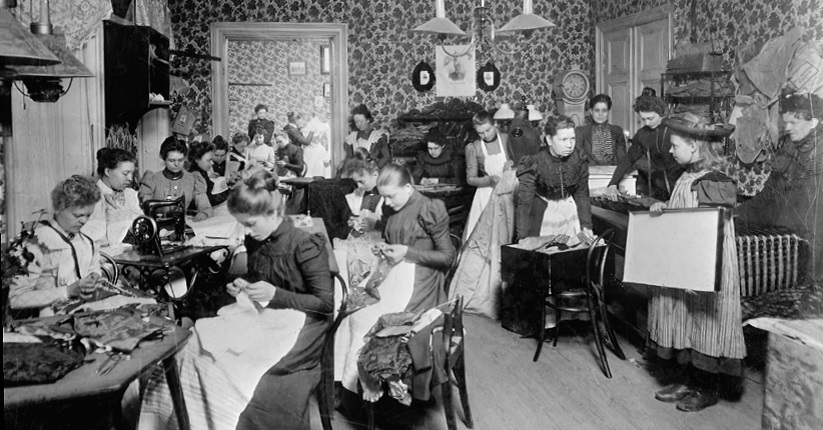
Augusta Lundins syateljé vid Brunkebergstorg, ca 1900.
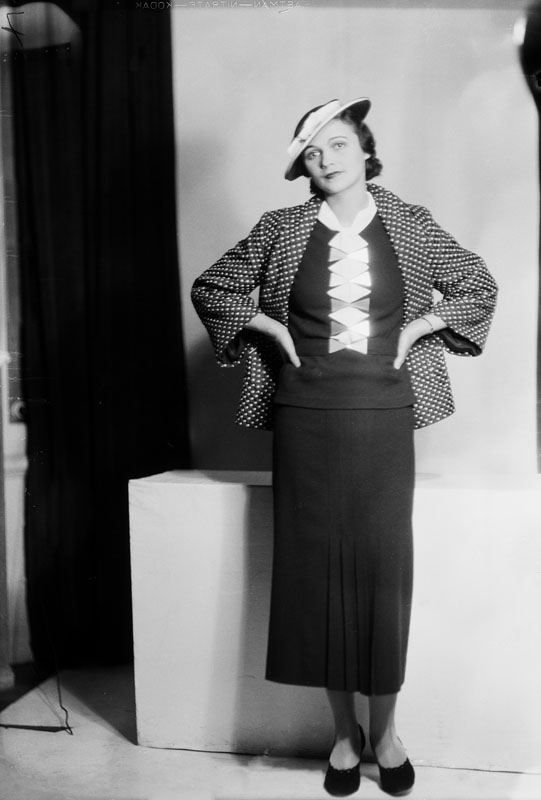
Okänd modell visar kläder sydda vid Augusta Lundins modehus